# Kevin J. Taylor
Pour les articles homonymes, voir Taylor.
Kevin J. Taylor, né en 1963 à New York dans le quartier de Harlem, est un dessinateur américain de bandes dessinées érotiques et pornographiques écrivant ses propres scénarios.

## Biographie
Kevin J. Taylor obtient sa première commande professionnelle à l'occasion d'une convention à San Diego. Sa première héroïne se nomme Exotica et elle lutte contre le crime grâce à ses connaissances en arts martiaux. Cette première série est publiée par Cry For Dawn sous le titre Model By Day. La sexualité y tient déjà une place très importante bien qu'il s'agisse essentiellement d'une série d'aventure.
En 1990, Kevin J. Taylor crée le personnage de Girl grâce auquel il acquiert une renommée internationale.
Il réside à New York, près de Greenwich village, où se trouve son atelier intitulé Black Dot. Dessinateur de couleur, Kevin J. Taylor aime à camper des héroïnes exotiques[Quoi ?] qu'il trace d'un trait à la fois simple et efficace.

## Publications
- Girl
- Exotica Vol 1 & 2, 3
- Art Fantastix Prasentiert : The Art of Kevin J. Taylor (Modern Graphics publishing)
- Fang, Exotica
- Foreplay
- Jill, Part-Time Lover (Amerotica)